# ストロベリームーン (小説)
『ストロベリームーン』は、芥川なおの小説。2023年4月にデビュー作としてすばる舎より単行本が刊行され、2025年5月に同社より文庫化された。
2025年7月の時点で累計発行部数は16万部を突破している。
高校1年の男子・佐藤日向と入学式の日に出会った美少女・桜井萌が自身の病気を隠して交際を始め、ピュアな思いを紡ぎ、幸せで切ない時間を過ごす2人の姿が描かれる。
タイトルの「ストロベリームーン」は6月の満月で、アメリカ先住民の文化に関係し、北米では6月に野苺の収穫が行われることなどに由来している。「恋を叶えてくれる月」とも言われており、好きな人と一緒に見るとその人と永遠に結ばれると言われている。
本作は、著者の出身地である大分県中津市をイメージして描かれている。
2025年10月17日に映画版が公開予定。

## あらすじ
高校1年の男子・佐藤日向は、入学式に遅刻してしまうが、それがきっかけで、美少女・桜井萌に話しかけられる。萌は同じクラスになっており、彼女からいきなり積極的な告白を受けて、戸惑いながらも交際が始まる。
日向と萌はメッセージのやり取りをして少しずつ距離を縮めていき、水族館デートをしたり、美術室にある向日葵の写真集にこっそり2人で名前を書き込むなどして、幸せな時間を過ごしていく。
萌の誕生日の6月4日には、日向は親友の川村健二と福山凛太郎に協力してもらい、萌にサプライズイベントや指輪をプレゼントしている。この日は好きな人と一緒に見ると永遠に結ばれるという6月の満月「ストロベリームーン」の日で、萌はずっと前からこの月を好きな人と見ることを密かな夢としていた。
その夜、日向は夜に家を抜け出すのは初めてという萌を自転車に乗せて月が見える高台に行き、公園の芝生に座って、夜空に浮かぶ赤みがかった綺麗な月を2人は手を重ねて一緒に眺め続けた。
ストロベリームーンの伝説を実現できた喜びに日向は舞い上がっていたが、萌の家の前まで帰り着いた時、萌の両親が家の前に立っており、父親の怒りと母親の不安が日向に向けられた。萌に庇われながら、日向は必死に萌の両親に謝罪する。
次の日から萌は学校を休み続ける。萌にメッセージを送っても、大丈夫だからと返信があるだけで、萌の親友の智香や美奈も心配している。担任の山下先生からは入院していることは聞き出せたが、口止めされているらしく入院先は教えられないと言われる。そのことを聞きつけた川村と福山の提案で市内や近隣の大きな病院をすべて3人で手分けして回り、萌が隣の市の大きな総合病院に入院していることが分かる。
萌のところに駆けつけた日向は、萌と萌の母から心臓の病気のことを初めて聞かされる。最初はそれほど重い病状のようには言われなかったが、毎日のようにお見舞いに訪れるうちに、萌は中学3年生の秋に重度の拡張型心筋症で、余命1年と宣告されていることと自宅療養で安静にしているように言われていることを萌の母から話される。それでも、どうしても高校に行きたいという萌の思いを尊重したが、萌を笑顔にさせてくれた日向には本当に感謝していると言われる。
萌が入院して1か月が経過し、病状は好転せず、主治医からは余命は1、2か月ではないかと残酷な告知がされてしまう。ショックを受けて落ち込んだ日向を見た幼なじみの高遠麗にも心配されながら、日向は精一杯萌の力になろうとしていたが、ついに今日明日が山場という連絡を受ける。病院に駆けつけると、萌の母から萌が意識をなくす寸前まで書いていた日記を見せられる。
日向は萌に一緒に見に行こうと話していた向日葵畑に駆けつけて、農家の人から向日葵を譲ってもらい、萌の病室をいっぱいの向日葵で満たした。そして、「変わらぬ想い」が花言葉の向日葵に囲まれた中で、少し意識の戻った萌に必死で「僕は君のことがずっと好きだから!」と語りかける。萌も意識が遠のく中「私もずっと変わらぬ想いだから…」と日向に伝えて静かに瞼を閉じる。

## 登場人物

### 主要人物
佐藤日向（さとう ひなた)
主人公。常磐南高校1年4組。自分の事より他人を優先する優しい心の持ち主。萌からは「向日葵のような人」だと思われている。
入学式の日に出会ったばかりの萌から告白されて、戸惑いながらも交際が始まる。後に総合病院で勤務する外科医となっている。
桜井萌（さくらい もえ)
日向のクラスメイトで彼女。美少女。人懐っこく天性の明るさで元気に振る舞う。成績も優秀で男子にも女子にも人気がある。
中学3年生の秋に心臓の病気で、余命1年と宣告されているが、日向にはそのことを打ち明けられずにいる。

### 日向の関係者
川村健二（かわむら けんじ)
日向のクラスメイトで親友。ニックネームは「カワケン」。スタイルも良く、イケメンと女子の間でも人気が高い。
小中学校野球部でずっとキャプテンを務めてきたこともあり、生まれ持ってのリーダーシップに恵まれている。
福山凛太郎（ふくやま りんたろう)
日向のクラスメイトで親友。ニックネームは「フーヤン」。日向と健二とは小学校野球チームからの長い付き合い。
高遠麗（たかとお うらら)
1年3組。日向の幼なじみ。家が3軒隣で幼い時から親同士も仲が良かった。萌と並ぶ人気者の美少女。
小学校の時に日向からもらったキーホルダーをずっと大事に持っており、日向に密かに想いを寄せている。

### 萌の関係者
三村智香
クラスメイト。萌の親友。彼氏がいることを萌から聞いている。
美奈
クラスメイト。萌の親友。
萌の父
日向との初対面の時は、ストロベリームーンを見るために夜遅い時間に萌を連れ出したと激怒する。
萌の母
日向に対して最初は不安だったが、萌が望んだストロベリームーンを見せてくれたことなど心から感謝していると話してくれるようになる。

### 県立常磐南高校
日向と萌たちが通う県内随一の進学校。

#### 教師
山下
日向と萌たちの担任。生徒の萌のことを何かと気遣う。
染谷
化学教師。ベテラン教師だが気難しく、生徒から「ヒステリックボム」とあだ名が付けられている。
近藤
美術教師。美術部の顧問。
三田
体育教師。強豪のシンクロナイズドスイミング部の顧問。粘着質なため、生徒からは「ガム」とあだ名が付けられている。

#### 生徒
的場琴美
クラスメイト。チアリーディング部所属。クラスの中でも目立つ女子。
豊野美優
クラスメイト。優等生タイプの女子。学園祭の演し物を決める司会・福山のサポートをする。
松田
3年生でサッカー部員。萌に告白して断られる。

### その他
天根莉子
白山女子高の派手目の女子。健二のファンらしく、同じ学校の女子たちと一緒に学園祭に現れ、健二を取り囲む。

## 書誌情報
- 芥川なお『ストロベリームーン』
  - 2023年4月28日発売[1]、すばる舎（単行本）、ISBN 978-4-7991-1132-1
  - 2025年5月26日発売[3]、すばる舎（文庫版）、ISBN 978-4-7991-1324-0

## コミカライズ
電子コミックレーベル「Freedia comics」にて、小野ゆりえ作画・足立原ひかり編著による漫画が2025年6月27日から連載中。単行本のコミック1巻も同年10月に すばる舎より刊行予定。

## 映画
『ストロベリームーン 余命半年の恋』（ストロベリームーン よめいはんとしのこい）のタイトルで2025年10月17日に公開予定。監督は酒井麻衣、主演は本作が長編映画初主演となる當真あみ。

### キャスト

#### 主要人物（映画）
桜井萌（さくらい もえ)
演 - 當真あみ
高校1年生。15歳の冬に余命半年の宣告をされる。あるきっかけで高校に通う決心をする。
病弱でほとんど家の中で過ごしており、慣れない学校生活でも明るく振る舞っている。
佐藤日向（さとう ひなた)
演 - 齋藤潤（13年後：杉野遥亮）
萌のクラスメイトの純朴な男子。入学式の日に萌から突然告白され、驚きながらも付き合い始める。

#### 萌と日向の関係者
高遠麗（たかとう うらら）
演 - 池端杏慈（13年後：中条あやみ）
日向の幼なじみで萌の親友。
福山凛太郎（ふくやま りんたろう）
演 - 黒崎煌代（13年後：泉澤祐希）
日向の親友。ニックネームは「フーヤン」。
川村健二（かわむら けんじ）
演 - 吉澤要人（13年後：伊藤健太郎）
クラスの人気者でリーダー的存在。ニックネームは「カワケン」。
高遠晴美
演 - 池津祥子
麗の母。唐揚げ屋を営む。

#### 萌と日向の家族
桜井美代子
演 - 田中麗奈
萌の母。
桜井康介
演 - ユースケ・サンタマリア
萌の父。
佐藤修
演 - 橋本じゅん
日向の父。

### スタッフ
- 原作 - 芥川なお『ストロベリームーン』（すばる舎）
- 監督 - 酒井麻衣
- 脚本 - 岡田惠和[9]
- 音楽 - 富貴晴美[17]
- 主題歌 - ORANGE RANGE「トワノヒカリ」（Sony Music Labels Inc.）[17]
- 製作 - 桑原勇蔵、髙𣘺敏弘、郷司雅通、徳留慶太郎、松本拓也、桑原佳子、渡辺勝也[20]
- 製作統括 - 佐藤貴博[20]
- エグゼクティブプロデューサー - 飯沼伸之[20]
- プロデューサー - 古林茉莉、小林美穂[20]
- 撮影 - 市橋織江[20]
- 照明 - 崎本拓哉[20]
- 録音 - 白取貢[20]
- 美術 - 安宅紀史[20]
- 装飾 - 松井今日子[20]
- ファッションディレクション&スタイリング - 小泉美智子[20]
- ヘアメイク - 外丸愛[20]
- 編集 - 和田剛[20]
- 記録 - 井手希美[20]
- VFXプロデューサー - 古橋由衣[20]
- 音楽プロデューサー - 杉田寿宏[20]
- 音響効果 - 赤澤勇二[20]
- 助監督 - 佐伯竜一[20]
- 制作担当 - 篠宮隆浩[20]
- 宣伝プロデューサー - 筒井史子
- 配給 - 松竹[20][17]
- 制作プロダクション - オフィスクレッシェンド
- 企画製作 - 日本テレビ放送網
- 製作 -「ストロベリームーン」製作委員会（日本テレビ放送網、松竹、ソフトバンク、すばる舎、読売テレビ放送、VAP、トーハン、札幌テレビ放送、宮城テレビ放送、静岡第一テレビ、中京テレビ放送、広島テレビ放送、福岡放送）